# Un sogno troppo realistico
Un sogno troppo realistico (The Mouse That Jack Built) è un film del 1959 diretto da Robert McKimson. È un cortometraggio d'animazione della serie Merrie Melodies, uscito negli Stati Uniti il 4 aprile 1959. Il cartone animato è una parodia della sitcom The Jack Benny Program e vede la partecipazione del cast originale della serie nei panni di loro caricature sotto forma di topi; il protagonista Jack Benny appare anche in un cammeo in live action.

## Trama
A Beverly Hills, nella casa di Jack Benny, un Jack in versione topo sta suonando il violino in modo stonato; fuori dalla sua tana, un gatto è in agguato con indosso delle cuffie. Jack chiama il suo valletto Rochester per farsi dare la giacca bianca che gli aveva affittato, poiché deve portare fuori Mary Livingstone per il suo compleanno. Mentre aspetta Mary, Jack decide di contare i suoi formaggi in una cassaforte in cantina; Ed, la guardia del caveau, chiede a Jack se abbiano vinto la guerra, riferendosi però alla prima guerra mondiale.
Mary arriva mentre Jack sta ispezionando il suo caveau di formaggi, e lui esce chiedendosi chi abbia dato un morso al suo gorgonzola. A quel punto arriva Don Wilson che tenta di fare uno spot pubblicitario; Jack gli dice che si tratta di un film e non di un programma televisivo, e Don se ne va furibondo quando Jack si rifiuta di lasciarlo recitare. Jack e Mary si mettono a discutere su dove andare poiché Jack è tirchio, quando il gatto scrive un messaggio che esalta il "Kit Kat Club" (in cui gli intrattenitori entrano gratis) e lo invia a Jack sotto forma di aeroplanino di carta. Jack e Mary si allontanano a bordo della Maxwell di lui, con Rochester al volante, finché non raggiungono il Kit Kat Club seguendo le frecce che lo indicano. A loro insaputa, il "club" è in realtà la bocca del gatto e, quando Jack e Mary entrano, la bocca del gatto si chiude su di loro. Mentre Jack chiama aiuto, la cinepresa si sposta su un Jack Benny dal vivo che si sveglia e racconta al pubblico il suo assurdo sogno in cui lui e Mary erano due topolini intrappolati dentro un gatto. A quel punto, Jack viene interrotto dalla ninna nanna "Rock-a-bye Baby" suonata in modo stonato con un violino, proveniente dall'interno del suo gatto, da cui i topi Jack e Mary escono indenni tornando nella loro tana, con stupore del Jack umano.

## Distribuzione

### Edizione italiana
La prima edizione italiana del corto fu trasmessa direttamente in televisione negli anni ottanta; il doppiaggio fu eseguito dalla Effe Elle Due e diretto da Franco Latini su dialoghi di Maria Pinto, i quali si discostano quasi totalmente da quelli originali. Inoltre in questa edizione vengono cambiati i nomi di tutti i personaggi tranne Mary (Jack diventa Giacomo, Rochester diventa Chester, Ed diventa Verme di Cacio e Don diventa Tom). Nei primi anni duemila, sempre per la trasmissione televisiva, il corto fu ridoppiato dalla Time Out Cin.ca sotto la direzione di Massimo Giuliani su dialoghi di Susanna e Leonardo Piferi.

### Edizioni home video
Il corto fu pubblicato in DVD-Video in America del Nord nel secondo disco della raccolta Looney Tunes Golden Collection: Volume 3 (intitolato Hollywood Caricatures and Parodies) distribuita il 25 ottobre 2005, dove è visibile anche con un commento audio di Greg Ford composto in realtà per la maggior parte dalla registrazione delle prove del violino solista.